# Brachymeria tarsalis
Brachymeria tarsalis is een vliesvleugelig insect uit de familie bronswespen (Chalcididae). De wetenschappelijke naam is voor het eerst geldig gepubliceerd in 1863 door Motschulsky.